# 塔洛坎
塔洛坎（Tlālōcān；納瓦特爾語發音：[t͡ɬaːˈloːkaːn̥]；“雨神的地方”）是墨西哥古文明阿茲特克文化中的天堂，由雨神特拉洛克和他的配偶查爾奇烏特利奎統治。它吸收了因溺水或閃電而死的人，或者因與雨神有關的疾病而死的人。 塔洛坎在更早的特奧蒂瓦坎文化的某些壁畫中也得到認可。在墨西哥灣沿岸的現代納瓦族中，塔洛坎作為一個包含地下世界及其居民的包羅萬象的概念而存在。

## 阿茲特克文化
在佛羅倫薩手抄本中，一套 16 世紀的捲宗構成了關於墨西哥中部後古典時代的信仰和歷史的主要信息來源之一，塔洛坎被描繪成一個無盡春天的國度，擁有豐富的綠葉和可食用植物的地區。
塔洛坎也是上層世界的第一層，或阿茲特克人的十三層天堂，根據前哥倫佈時期墨西哥中部講納瓦特爾語的民族的神話宇宙圖，它有四個隔間，特別是在征服時代的阿茲特克神話記述中.對於阿茲特克人來說，上層世界有十三層，地下世界有九層；在來世的概念中，一個人死亡的方式決定了這些層次中的哪一層將成為他們死後的目的地。作為第九代夜之王特拉洛克的所在地， 特拉洛坎也被認為是冥界的第 9 層，在愛德華塞勒的解釋中是東方最上層的冥界。 
作為來世的目的地，天堂的層次主要是為那些死於暴力的人保留的，而塔洛坎是為那些淹死或以其他方式被水的表現形式（例如洪水）殺死的人保留的。與水有關的疾病，或在雷電襲擊的風暴中。它也是其他被認為由特拉洛克負責的人死後的目的地，尤其是身體畸形的人。 

## 現代納瓦人
在現代墨西哥的地區，例如 Sierra Norte de Puebla 地區，一些社區繼續將塔洛坎的概念納入其現代宗教實踐中作為冥界和薩滿教目的地 。正如 Knab 所描述的那樣，薩滿進入塔洛坎，總是在夢中實現，並且通常以治愈病人為目標，是通過地下水道，通常是一個漩渦（“水在那裡旋轉，它把我帶入和下降到周圍的黑暗中和周圍）。醒來後，薩滿夢想家將在治療期間向觀眾講述在塔洛坎旅行的行程；將在其中添加（僅在指導受訓者或與其他執業薩滿交談時，絕不向公眾聽眾）根據數量計算的河流、公路和山丘的行程描述：按 14 系列計算，“因此，每種類型的特徵中有 13 個位於冥界的中心和邊緣之間，每種類型（第 120 頁）的特徵中有一個位於冥界的中心。”

## 流行文化
- 漫威電影宇宙中，電影《黑豹2》(2022) 中，角色納摩是水下城市塔洛坎的統治者，這與他在漫畫中的亞特蘭蒂斯來源不同。[9][10]

## 資料來源
1. ↑  As described in Miller and Taube (1993, p.167)
2. ↑  Elizabeth Hill Boone : Cycles of Time and Meaning in the Mexican Books of Fate. U of TX Pr, Austin, 2007. pp. 95-99
3. ↑  http://www.theosophy-nw.org/theosnw/world/america/am-moff4.htm （页面存档备份，存于） (Fig. 1)
4. ↑  Those dying of "natural causes", i.e. the majority, would instead endure a perilous journey through the layers of the Underworld to finally reach Mictlān, the lowest layer. See Miller and Taube (1993:178).
5. ↑  See for example the Vaticanus A Codex, per Miller and Taube (op. cit.)
6. ↑  See for example the investigations into religious practices of the area conducted by Timothy Knab, anthropologist at the Fundación Universidad de las Américas, Puebla, as recounted in Knab (2004).
7. ↑  Knab, p. 69
8. ↑  Knab, p. 119
9. ↑  Barnhardt, Adam. . ComicBook.com. July 25, 2022  [July 30, 2022]. （原始内容存档于July 29, 2022）.
10. ↑  . The Walt Disney Company. October 3, 2022  [October 4, 2022]. （原始内容存档于October 4, 2022）.